# Rue de la Tour
La rue de la Tour est une voie du 16e arrondissement de Paris, en France.

## Situation et accès
La rue de la Tour est orientée est-ouest. Elle débute à l'est au niveau de la place de Costa-Rica (au croisement du 2, rue de Passy et du 1 rue Vineuse) et se termine un kilomètre plus loin, à l'ouest, sur la place Tattegrain (à l'intersection du 62 boulevard Émile-Augier et du 97 avenue Henri-Martin).
Outre ces voies, la rue de la Tour est rejointe ou traversée par plusieurs rues ; d'est en ouest :
- nos 11-15 : rue Gavarni ;
- no 28 : voie F/16 ;
- nos 25-29 : rue Francisque-Sarcey ;
- nos 39-47 et 56-62 : avenue Paul-Doumer ;
- nos 51-53 : rue Vital ;
- nos 72 bis-74 : rue Louis-David ;
- nos 63-65 et 76-78 : rue Cortambert ;
- nos 75-79 : rue Marceline-Desbordes-Valmore ;
- no 96 bis : villa de la Tour, voie privée ;

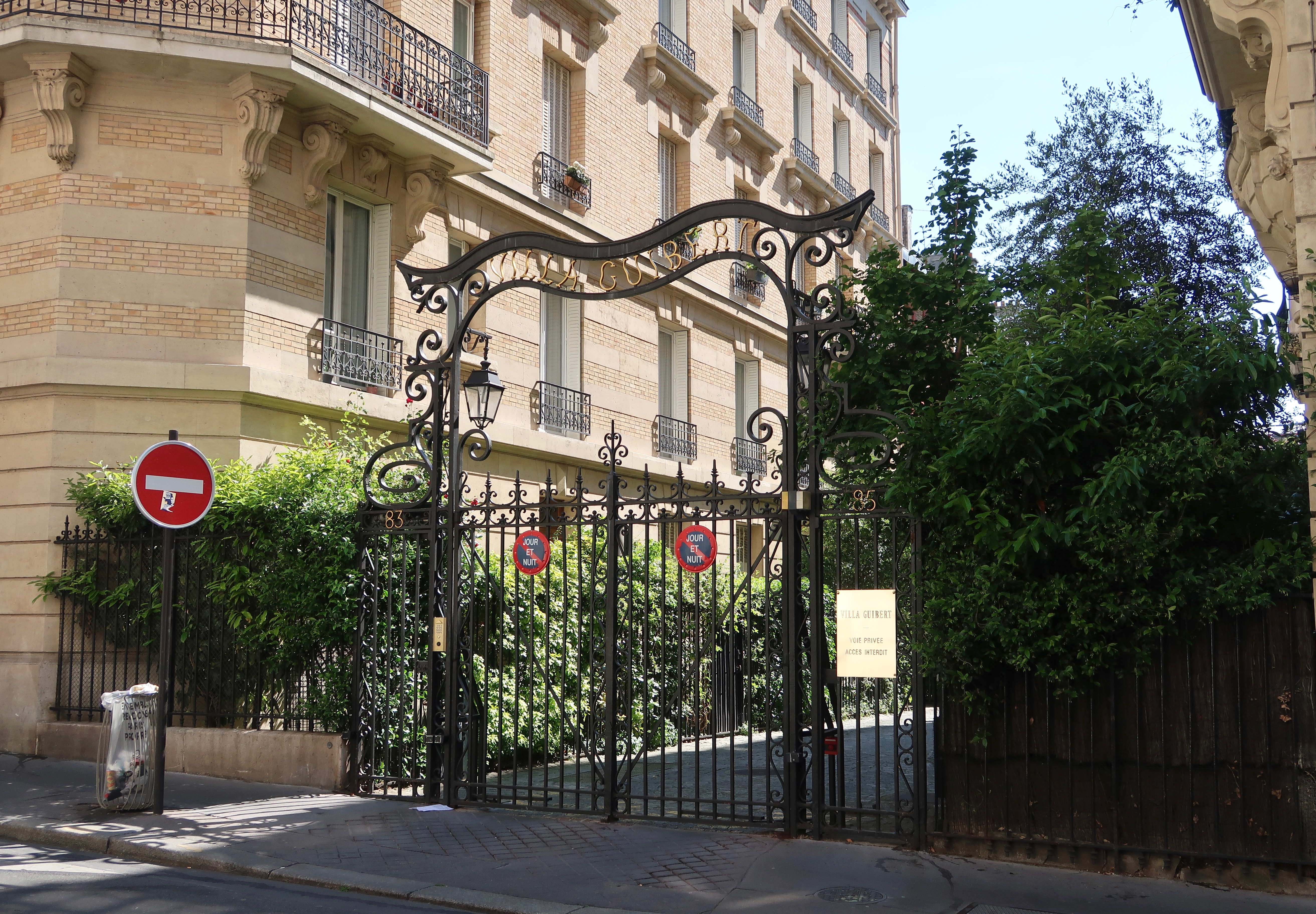
Entrée de la villa Guibert, au no 83.

- no 83-85 : villa Guibert, voie privée ;
- nos 100-102 : rue Eugène-Delacroix ;
- nos 103-107 et 110-112 : rue de la Pompe ;
- nos 110-112 : rue Decamps ;
- nos 114-116 : voie W/16 ;
- no 122 : avenue Rodin, voie privée.
- nos 125-127 et 128-134 : rue Mignard.

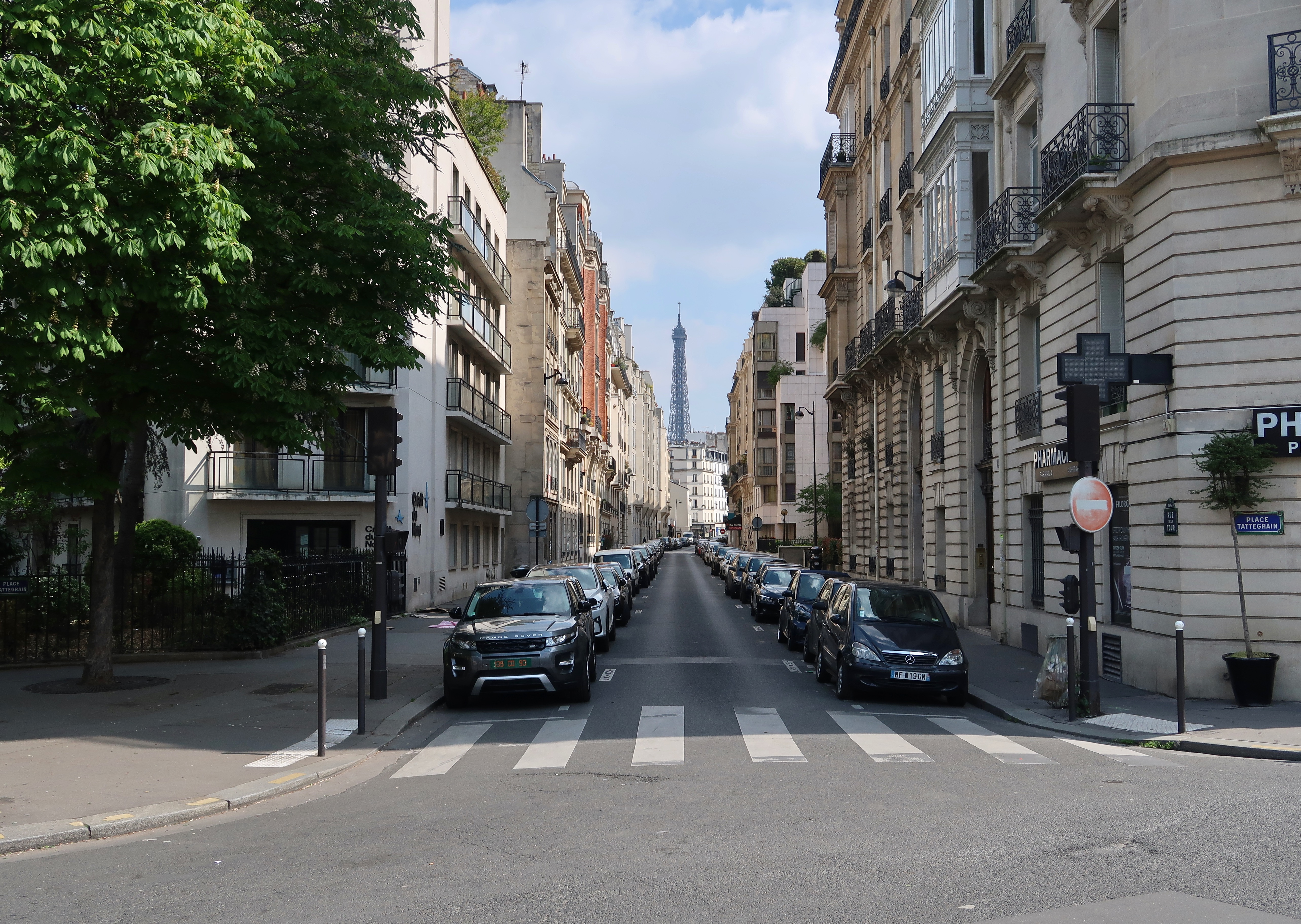
Vue depuis l'avenue Henri-Martin, avec la tour Eiffel en fond.

## Origine du nom
La rue tire son nom d'une tour situé derrière la façade de l'actuel no 86 (voir la section suivante).

## Historique
Cette voie de l'ancienne commune de Passy est mentionnée en 1605 et indiquée sur le plan de Roussel de 1730 sous le nom de « chemin des Moines », comme menant du couvent des Bonshommes de Chaillot au château de la Muette.
À la fin du XVIIIe siècle, entre les rues de Passy et de la Pompe, le chemin devient la « rue du Moulin-de-la-Tour ». Cette appellation provient d'un moulin qui avait été aménagé sur une tour, de nos jours située au no 86 (Institut de la Tour) mais peu visible depuis la rue (on devine son sommet en regardant depuis le croisement avec la rue Desbordes-Valmore).
En 1305, l'échanson de Philippe IV le Bel aurait possédé un manoir à Passy. Le roi y serait venu mais il n'y a aucune certitude sur le sujet. En revanche, il est acquis qu'en 1312 il signa dans le quartier une ordonnance sur l'hospice des Quinze-Vingts. Son lieu de résidence fait débat, entre ce site et le carrefour des actuelles avenue Mozart et rue de l'Assomption (propriété des « Fortes Terres »). Jouxtant la rue de la Tour, la rue Louis-David, anciennement rue des Tournelles, pourrait devoir son nom originel au rempart de cette bâtisse. Après avoir peut-être servi de prison, la tour fut donc un temps reconvertie en moulin. Elle est restaurée sous le Premier Empire, ce qui modifie complètement sa physionomie, puis en 1897, se trouvant de nos jours dans la cour d'un établissement scolaire (voir la section suivante),.
En 1840, la rue de la Tour est prolongée jusqu'à l'avenue de Saint-Cloud, ainsi que s'appelait à l'époque l'actuelle avenue Victor-Hugo ; ce segment sud-ouest de l'avenue disparaît lors du percement de l'avenue Henri-Martin. En 1858, la rue de la Tour s'étend encore plus à l'ouest, jusqu'à la route Militaire, l'actuel boulevard Lannes.
La rue est classée dans la voirie parisienne par le décret du 23 mai 1863, peu après le rattachement du quartier à la capitale.
En 1896, la partie située entre d'une part le croisement de l'avenue Henri-Martin et du boulevard Flandrin, d'autre part le boulevard Lannes, est détachée pour créer la rue Adolphe-Yvon.

## Bâtiments remarquables et lieux de mémoire
- No 1 : à ce numéro se trouve un escalier datant de 1804 conduisant aux carrières souterraines du 16e arrondissement[1].
- No 8 : l'homme politique Jean Jaurès y a résidé jusqu'en 1899 (bâtiment remplacé par l'hôtel Régina de Passy, qui deviendra le Passy Eiffel, construit sous la direction de Gabriel Brun par la maison Hennebique aux n°6-10, primé au concours de façades de 1930).
- No 17 : le sculpteur Jo Davidson y a eu son atelier peu avant 1930. Il y accueillit le photographe François Kollar. L'immeuble de cinq étages serait de 1828-1830 (ce qui est rare dans cette rue) et a conservé, derrière un jardin, trois ateliers, dont un grand.
- Nos 24-26 : le comédien-réalisateur Gérard Oury y est né (?) et y a vécu ses vingt (?) premières années.
- No 28 : la chanteuse Jane Birkin a habité (un certain temps avec Jacques Doillon, Kate Barry, Charlotte Gainsbourg et Lou Doillon) dans le premier pavillon, après sa séparation avec Serge Gainsbourg, en 1980[2] ; Agnès Varda y tourna des scènes avec elle pour le film Jane B. par Agnès V. (1988)[3]. Dans le second pavillon vivaient notamment (à partir de 1958) l'éditeur Jacques Arthaud et sa fille Florence.

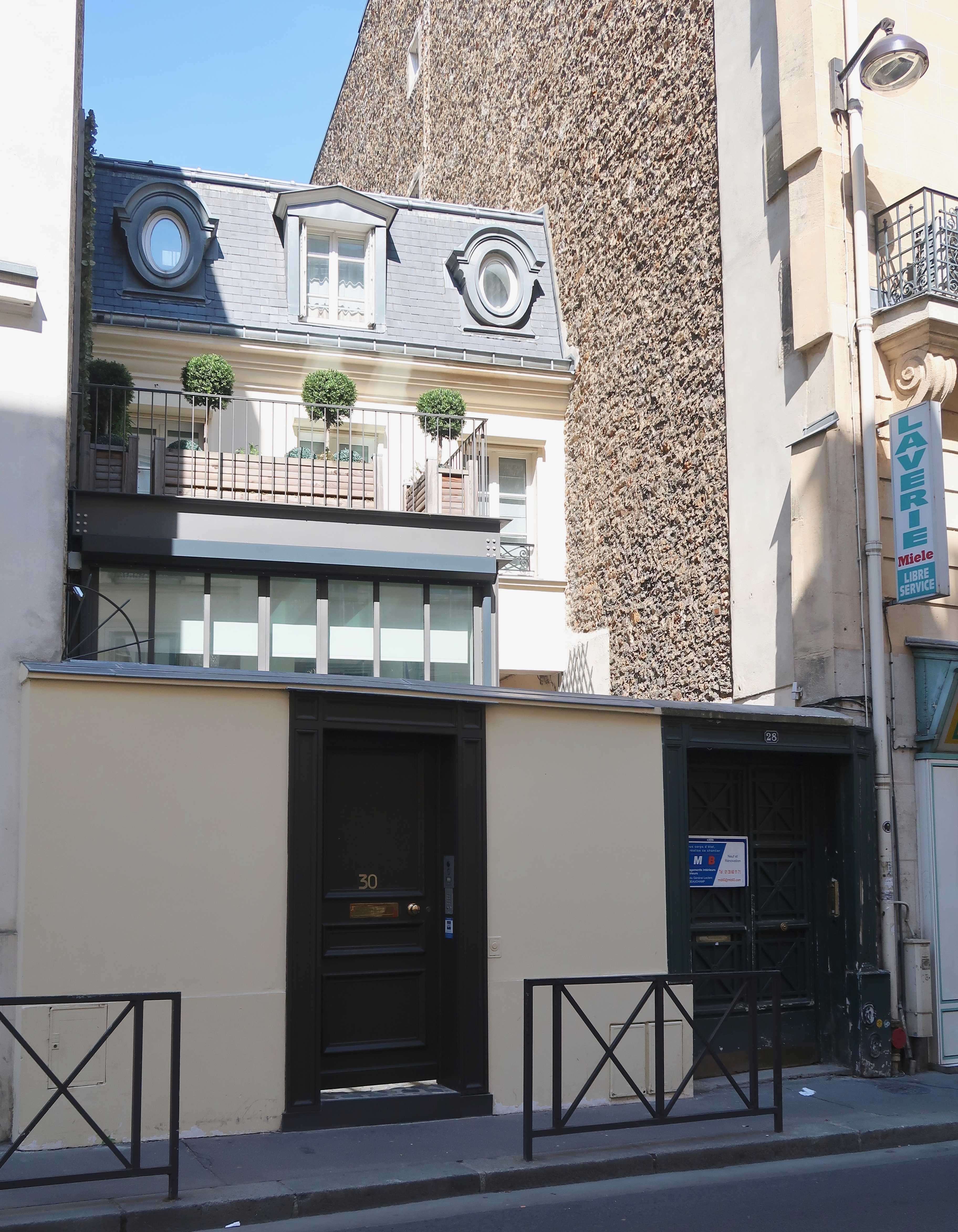
Nos 28-30.
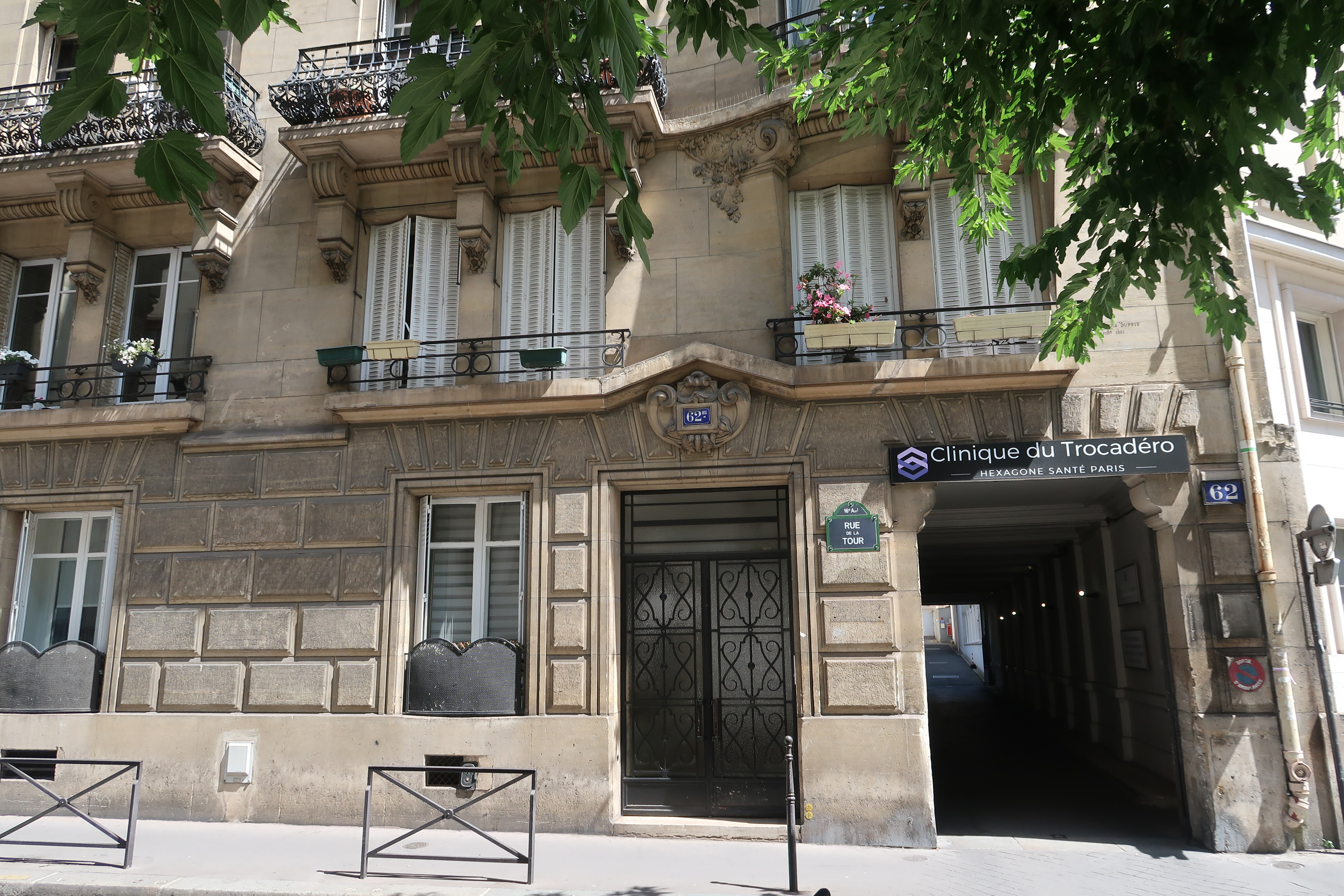
Nos 62-62 bis.
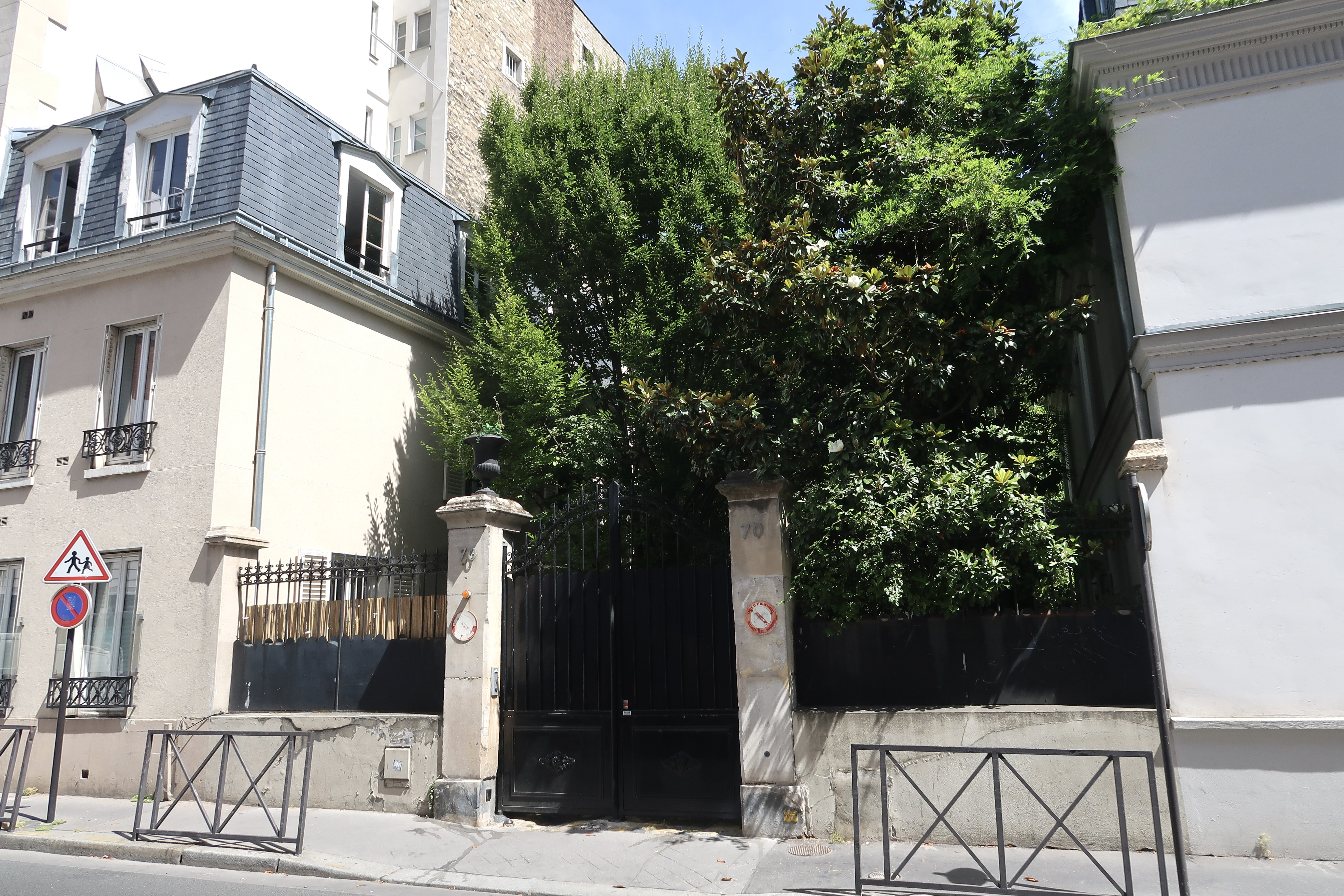
No 70.

- No 32 : service de gestion des étudiants sénégalais à l'étranger de l'ambassade du Sénégal en France.
- Nos 33-35 : immeuble où a vécu et est mort le général Nivelle en 1924. Une plaque commémorative lui rend hommage.
- No 38 (anciens 34 à 42) : Jacques et Bernadette Chirac y ont habité à partir de 1954. La famille Chodron de Courcel a occupé l'un des quatre pavillons remplacés en 1954 par deux bâtiments de neuf étages dus à Max Klein, qui est aussi l'auteur du 46-50. À partir de 1954, Étienne Burin des Roziers, secrétaire général de l'Élysée, y a habité une vingtaine d'années (escalier B).
- No 49 : l'écrivain Charles Du Bos y vécut et y reçut régulièrement André Gide et le peintre Jacques-Émile Blanche[1].
- No 53 : au rez-de-chaussée, devanture d'une ancienne boulangerie (Sineau) installée au début du XXe siècle[4].
- No 62 : clinique du Trocadéro.
- No 73 : hôtel particulier de style Louis XV ; la façade côté jardin est visible pour sa partie haute depuis la rue Desbordes-Valmore. Après avoir vécu rue Saint-Pierre (actuelle rue Nicolo), le couple formé par la comédienne Rose Chéri et le directeur de théâtre Adolphe Lemoine, dit Montigny, s'y installe ; elle y meurt en 1861 et lui en 1880[1].
- No 81 : Georges Heitz y tient les réunions de son cercle poétique lorsqu'il recrée L'Ermitage ; il y meurt en 1927.
- No 85 : immeuble où est mort le poète Jean Richepin en 1926[1]. Une plaque lui rend hommage.
- No 86 : Institut de la Tour, collège-lycée privé fondé en 1901. Pour l'histoire de la tour située dans la cour de l'établissement, qui lui a donné son nom, voir supra.
Le no 86 a d'abord été le lieu de résidence estivale de l'universitaire Abel François Villemain, après 1831 ; le littérateur Louis-Aimé Martin y résida également. À partir de 1860, le site accueille une école de jeunes filles. Trente ans plus tard, un nouvel établissement est fondé par les sœurs de Sainte-Dorothée, puis un autre, en 1901, par les religieuses de Sainte-Clotilde : c'est l'actuel Institut[1]. La future actrice Brigitte Bardot y étudia[5]. Toujours consacré aux jeunes filles, l'établissement passe sous contrat avec l'État dans les années 1950, s'associe avec l'école maternelle et primaire de la Providence (52 rue de la Pompe) en 1966-1967 et sa direction devient laïque en 1973. Le bâtiment côté rue d'origine disparaît au début de cette même décennie pour laisser place à un immeuble moderne de six étages. En 1987, l'Institut devient mixte. Côté cour, plusieurs réaménagements et reconstructions de bâtiments ont lieu durant les décennies 2010-2020[6],[7].

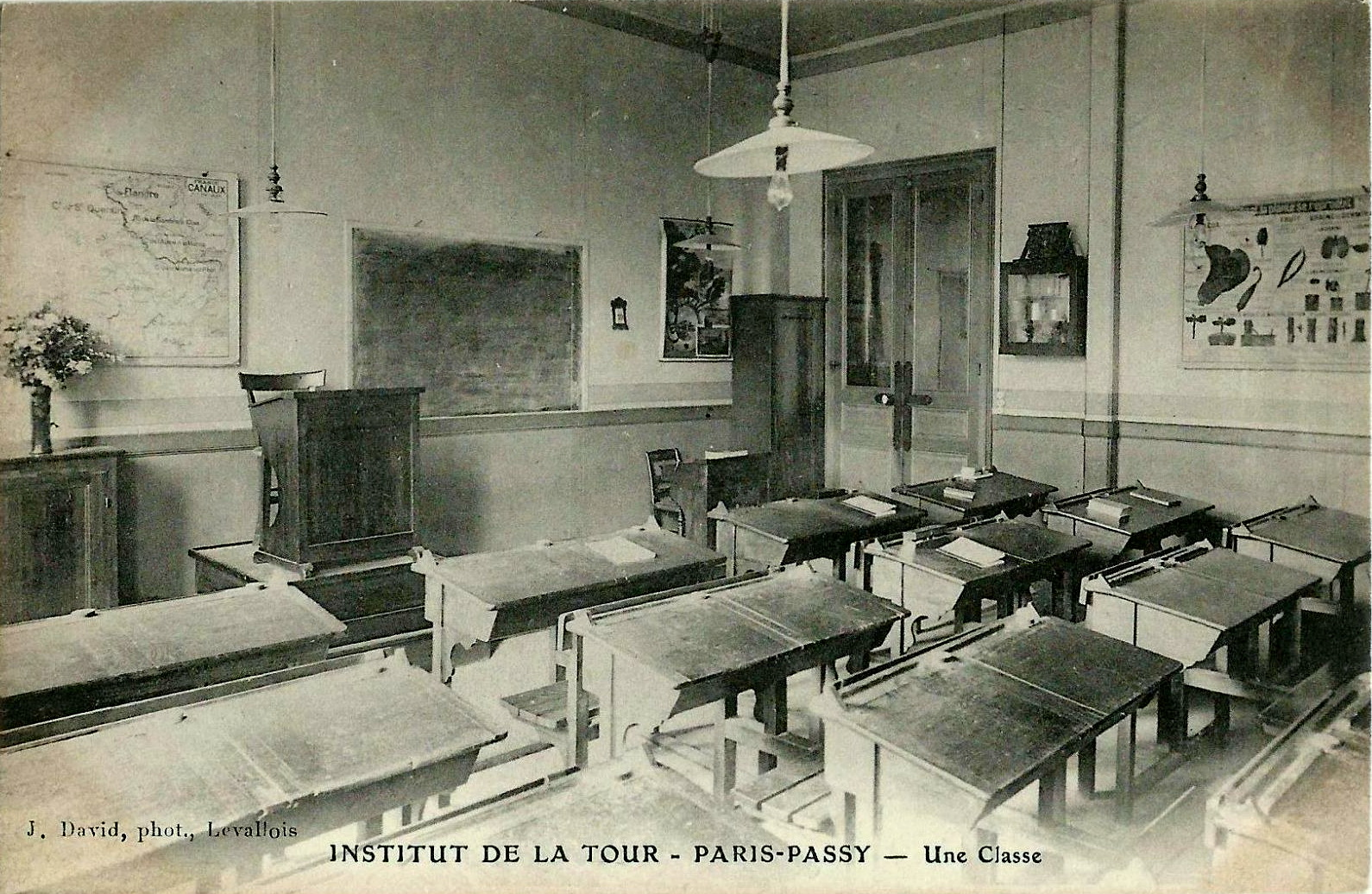
Une classe de l'Institut de la Tour au début du XXe siècle.
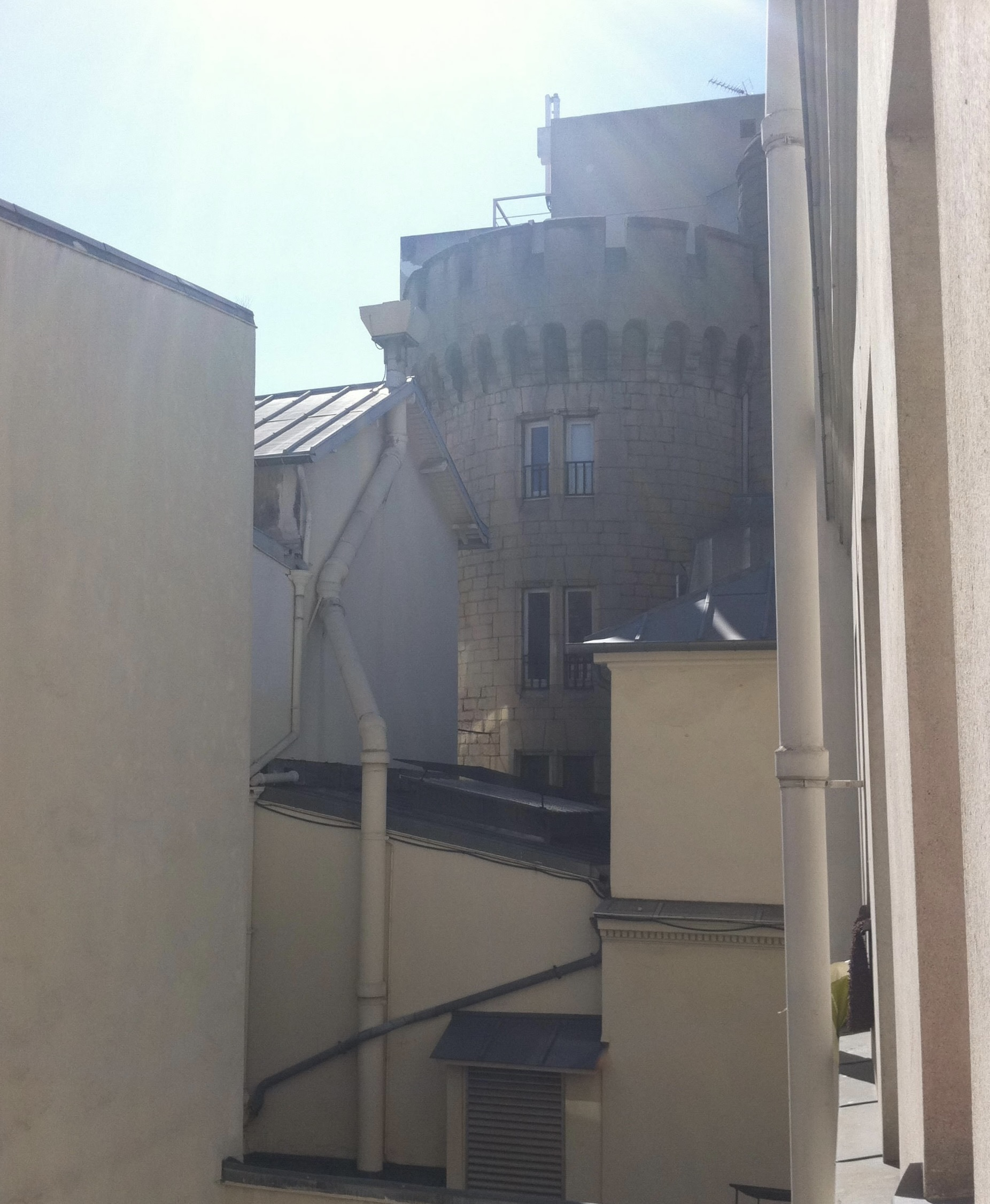
La tour vue de la cour intérieure du no 90.
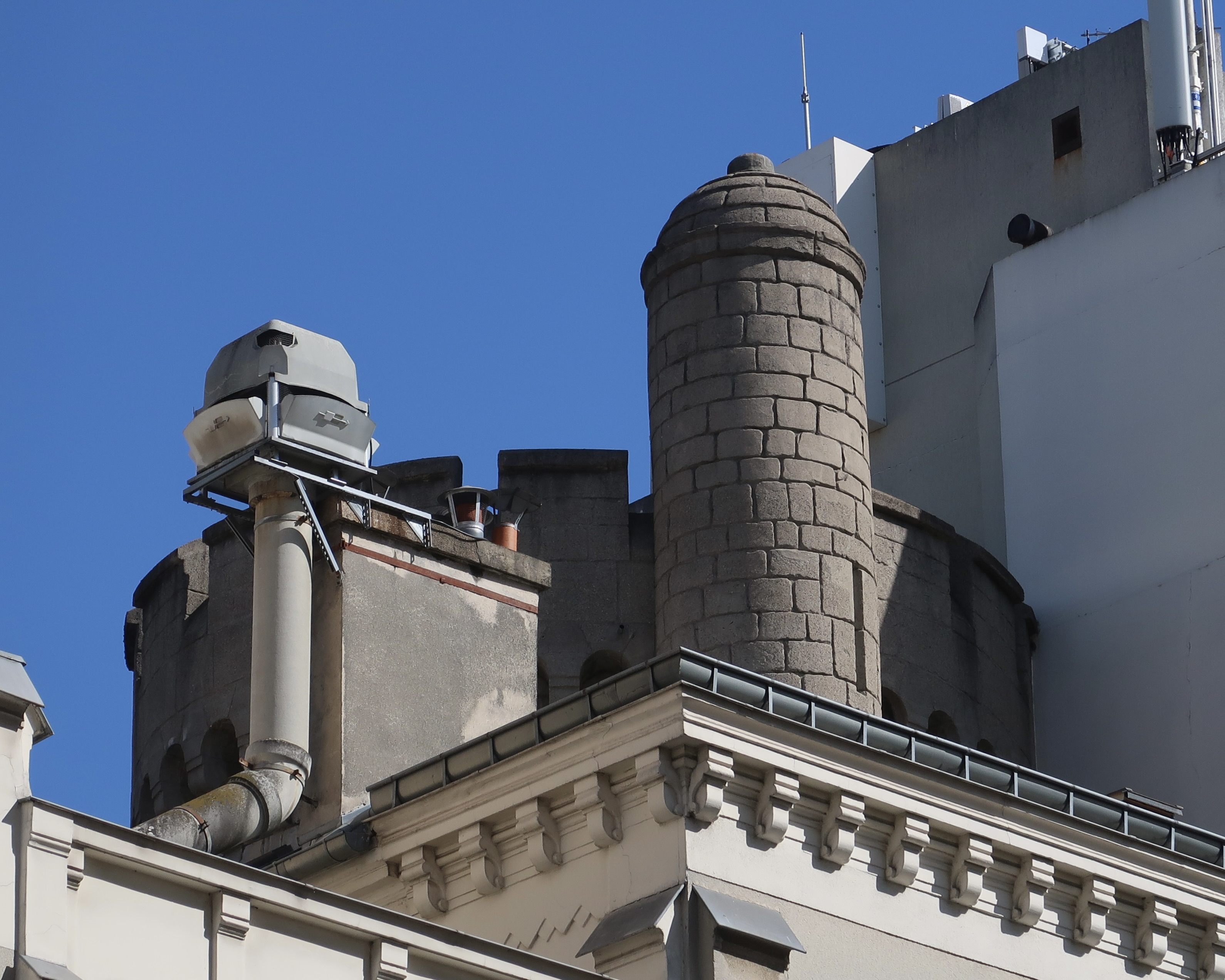
Sommet de la tour, vu depuis la rue.

- No 89 : immeuble où est né l'aviateur Georges Guynemer en 1894. Une plaque lui rend hommage.
- No 96 bis : villa de la Tour. Jaurès a habité au n°8, de 1899 (?) au 31 juillet 1914. Après son assassinat au Café du Croissant, son corps y a été déposé quelques jours.
- No 104 : domicile du compositeur Henri Collet. Une plaque lui rend hommage.
- No 117 : immeuble de style éclectique réalisé par Marcel Dastugue et Paul Viard en 1921.

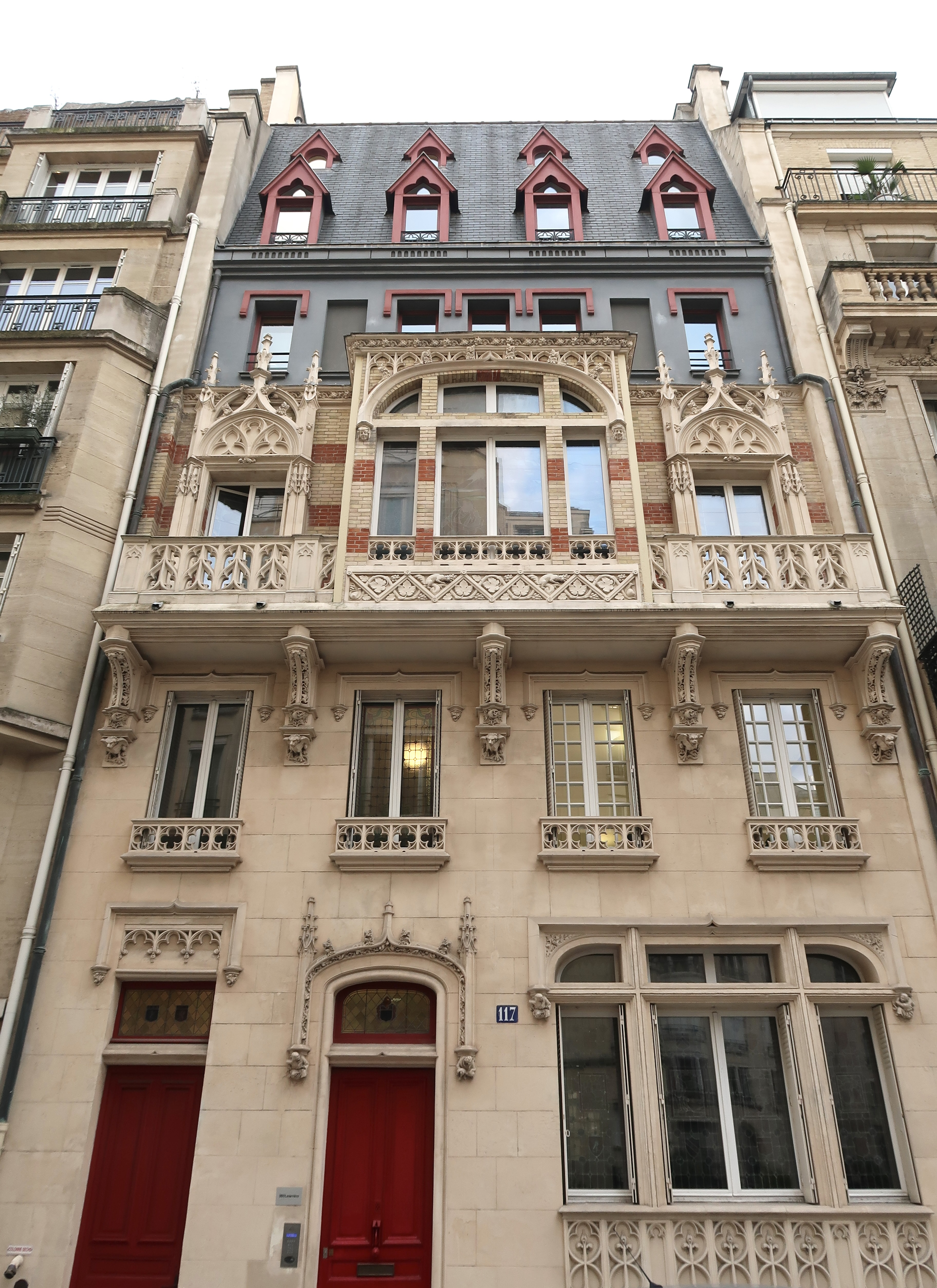
No 117.
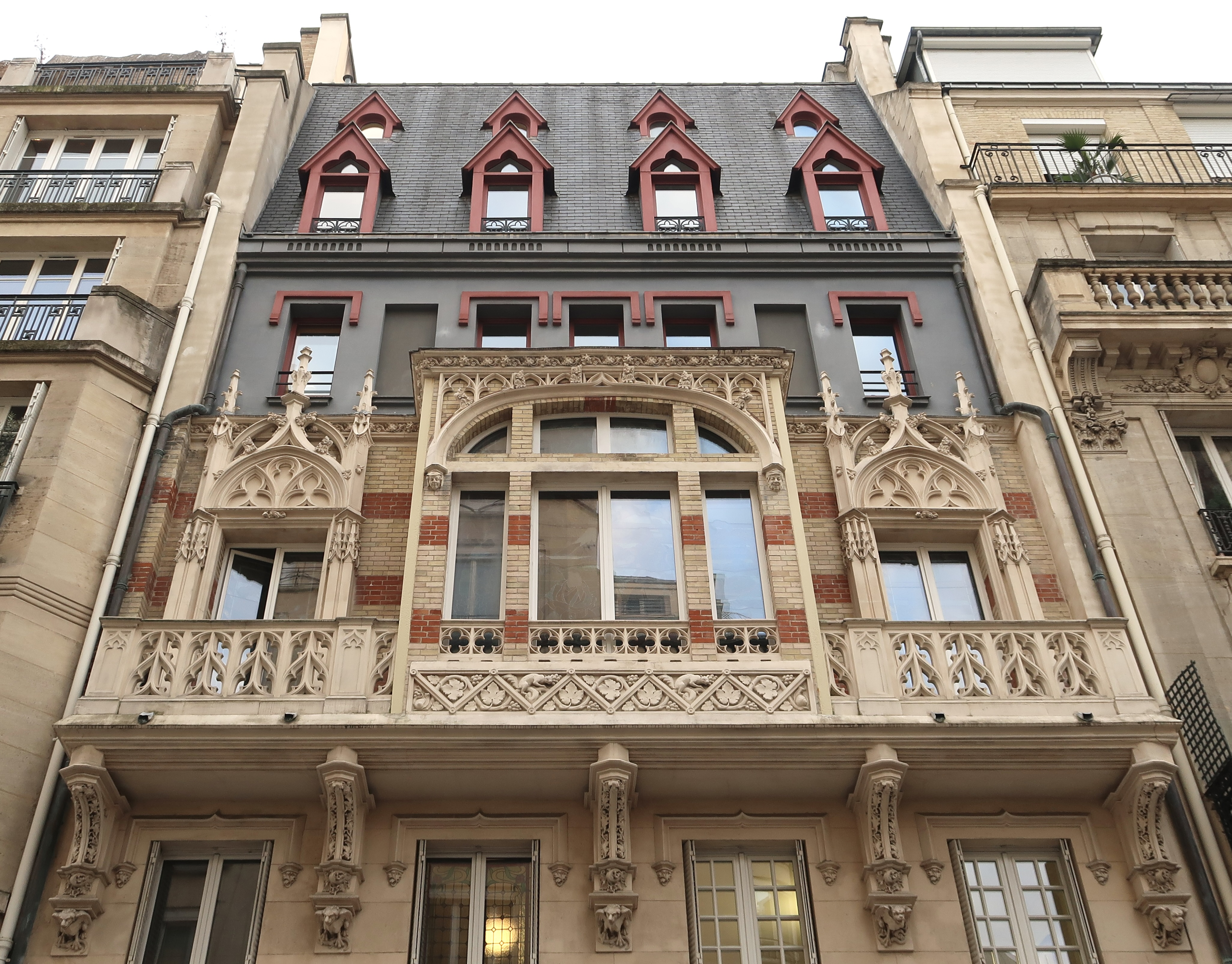
Détail de la façade.

- No 123 : le peintre post-impressionniste Georges Laugée (1853-1937) y eut son atelier à partir de 1923[réf. nécessaire].
- No 131 : le diplomate Paul Henri Balluet d'Estournelles de Constant, prix Nobel de la paix en 1909, y vécut[1].
- No 135 : immeuble construit en 1987 pour loger le personnel de l'ambassade soviétique, toute proche[8].
- Nos 141 et 146 : derniers numéros de la rue depuis le renommage de son tronçon occidental (rue Adolphe-Yvon depuis 1896) et la disparition, en 1912, de l'hôtel particulier du no 148 (voir ci-dessous).

De 1904 à 1907, Édouard Vuillard (1868-1940) a habité, chez ou avec sa mère, au bout de l'actuelle rue de la Tour, côté pair. 
Le ténor Gilbert Duprez (1806-1896) a habité au numéro 119 et y est décédé. 

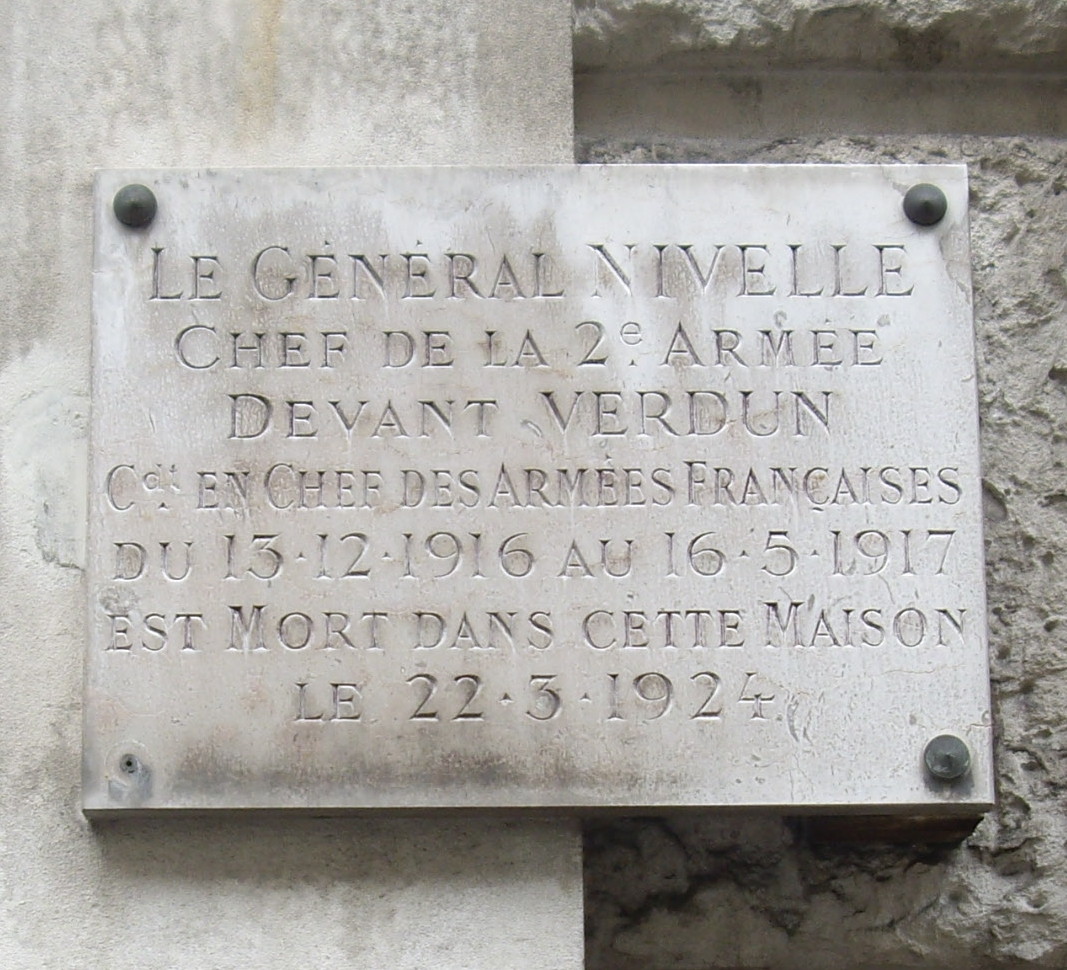
Plaque en l'honneur du général Nivelle aux nos 33-35.
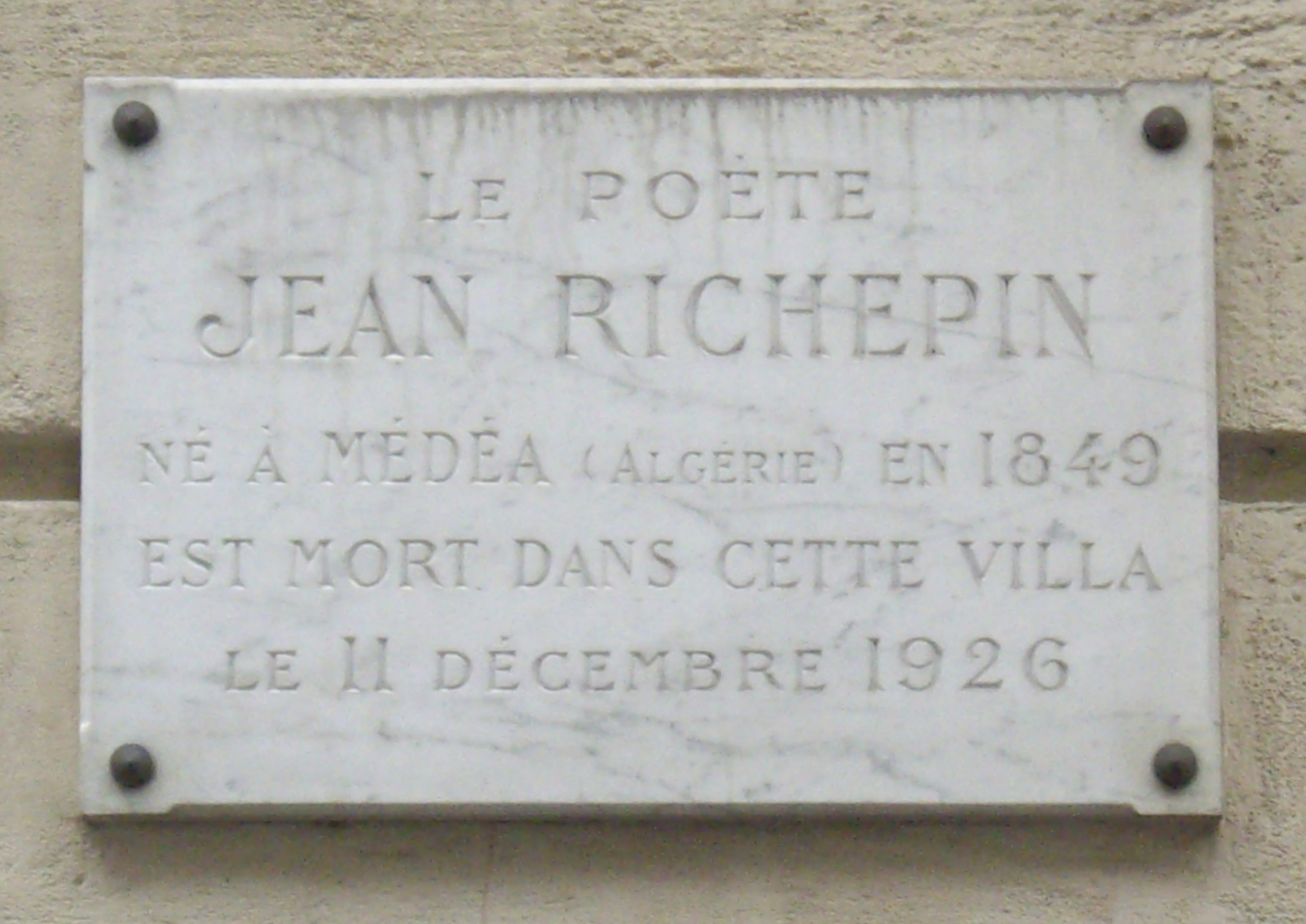
Plaque en l'honneur du poète Jean Richepin au no 85.
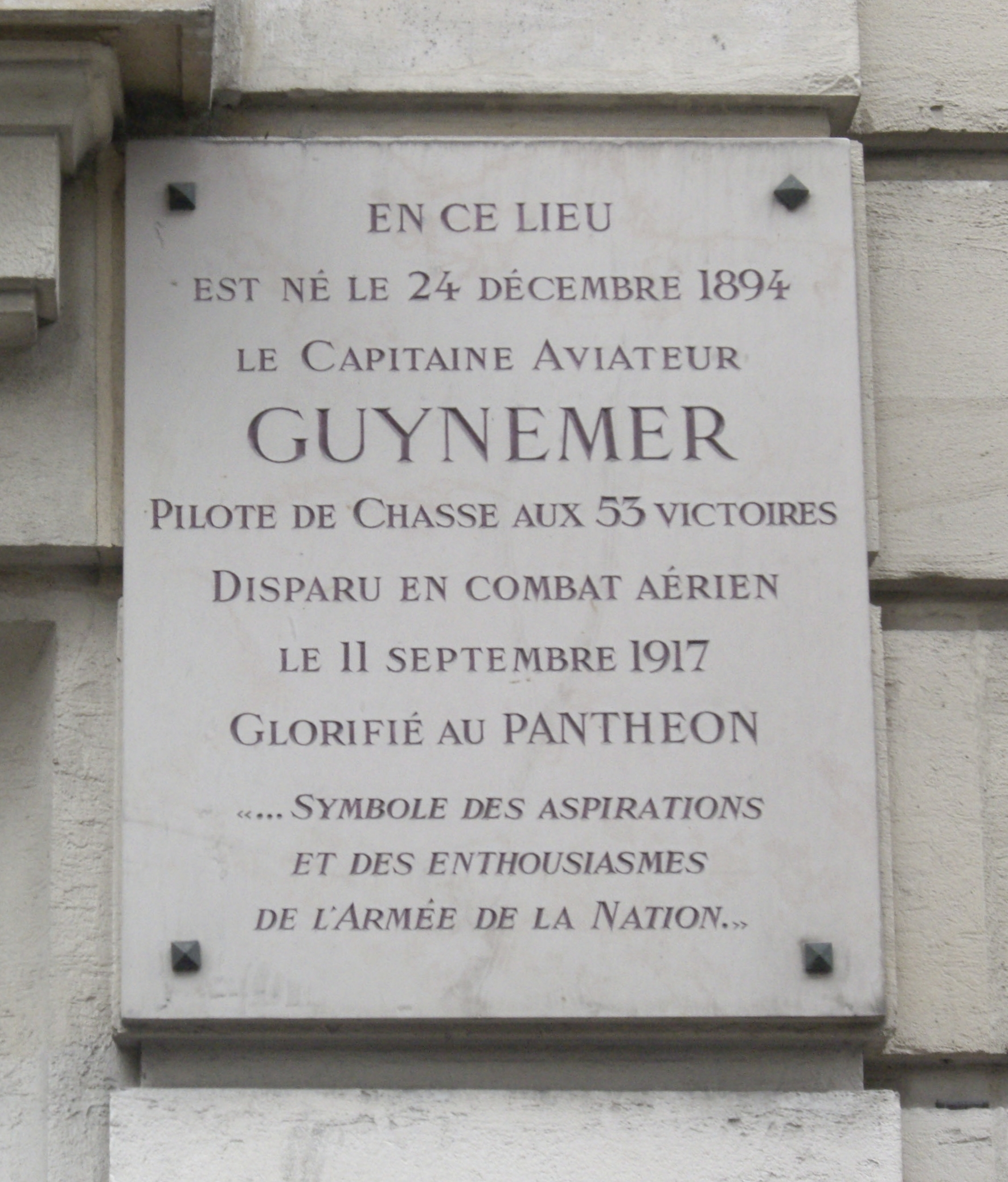
Plaque en l'honneur de l'aviateur Georges Guynemer au no 89.
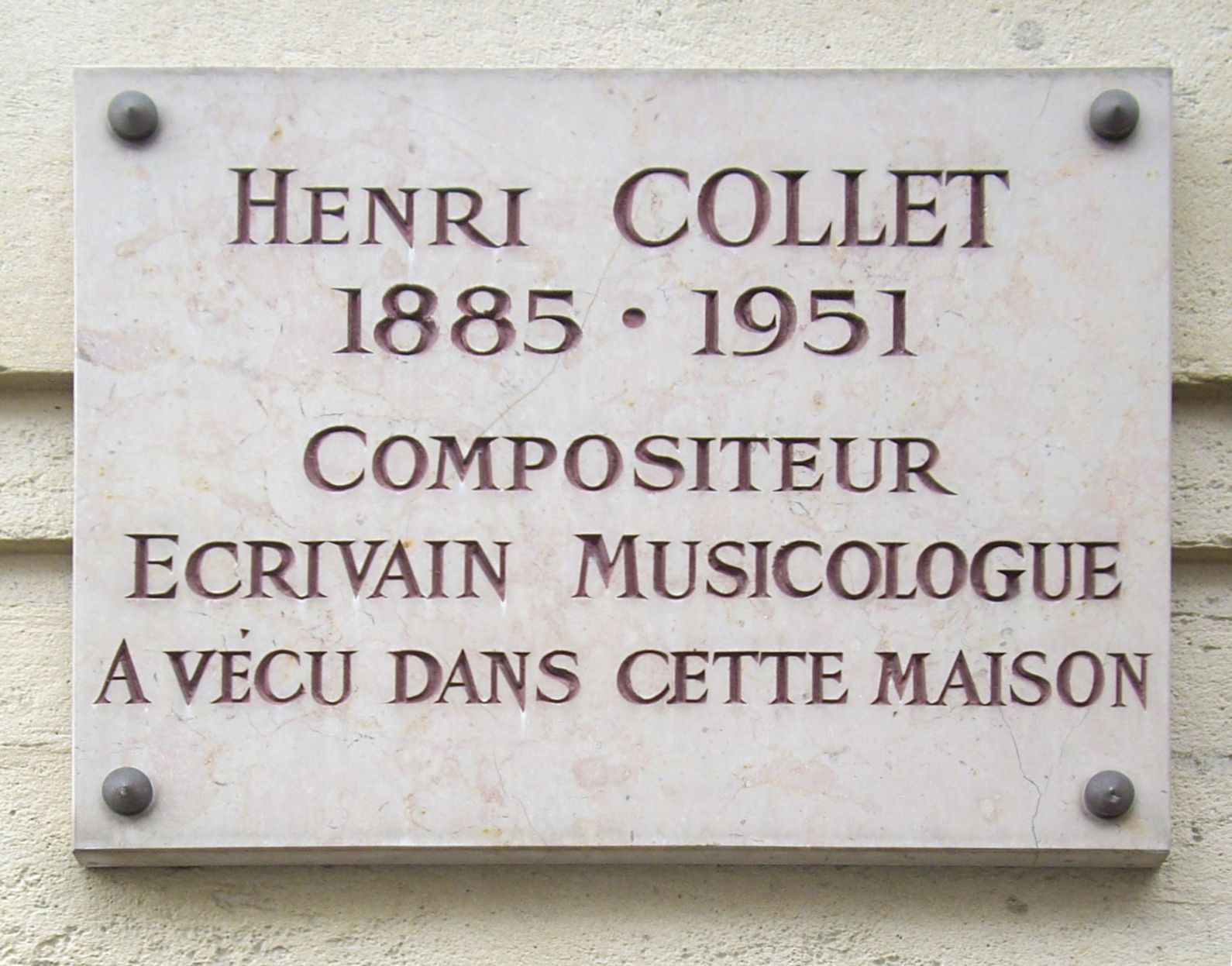
Plaque en l'honneur du compositeur Henri Collet au no 104.

### Bâtiments détruits
- No 42 : dans les années 1960 se trouvait là l'église orthodoxe Notre-Dame-des-Affligés[1].
- No 43 : emplacement, dans les premières années du XXe siècle, d'une pension de famille, la pension Mouton. Dans son autobiographie, l’écrivain américain Julien Green, qui y séjourna en famille à deux reprises, en livre une description[10].
- No 76 : au croisement avec la rue Cortambert se trouvait dans la seconde moitié du XIXe siècle le théâtre Rossini[1].
- No 78 : le jurisconsulte et homme politique Joseph-Marie Portalis meurt à ce niveau de la rue en 1858. Sa propriété a depuis disparu, la rue Cortambert passant sur une partie de l'ancien domaine. Dans l'actuel immeuble est mort l'homme politique René Goblet en 1905[1].
- No 129 : le général et historien militaire Antoine de Jomini est mort en 1869 dans une maison située à ce niveau de la rue[1].
- No 148 : emplacement de l'ancien hôtel particulier parisien de la sculptrice Claude Vignon (1828-1888), dit hôtel de Vignon (détruit en 1912), que sa propriétaire avait fait décorer par le peintre Pierre Puvis de Chavannes en 1866[11].

## Dans la culture populaire
Dans le film d'Ernst Lubitch, Ange (1937), avec Marlène Dietrich, les premières et dernières scènes sont censées se dérouler au 314, rue de la Tour (numéro fictif), dans une maison de rencontre et de plaisir tenue par une aristocrate russe émigrée à Paris.